# Ban Daklon-Noy
Ban Daklon-Noy – wieś położona w południowo-wschodnim Laosie, w prowincji Attapu, w dystrykcie Xaysetha.